# (5751) Zao
Pour les articles homonymes, voir Zao.
 (5751) Zao est un astéroïde Amor découvert par Masahiro Koishikawa le 5 janvier 1992. Sa désignation temporaire est 1992 AC.